# Francis Gruber
Francis Gruber (Nancy, 15 marzo 1912 – Parigi, 1º dicembre 1948) è stato un pittore francese.
Trasferitosi a Parigi con la famiglia, cominciò a dipingere sotto la guida di Georges Braque, conoscente di famiglia. Fu pittore di stile post-impressionista. Dapprima di scene immaginarie e fantastiche. Col tempo la sua produzione si orientò più verso scene d'interno, dove figure irreali comunicano senso di solitudine e desolazione. Dal 1937 cominciò l'attività di pittura en plein air..
Sue opere sono conservate presso la Tate Gallery di Londra e presso il Centro di arti visive di Salisbury.